# Jaroslav Šindelář (1972)
Jaroslav Šindelář (3. prosince 1972 Vsetín) je český sochař, restaurátor historických sochařských děl a pedagog výtvarné výchovy působící na Plzeňsku. V letech 1991 až 1993 absolvoval Střední průmyslovou školu kamenickou a sochařskou v Hořicích a v letech 1993 až 1999 studoval na pedagogické fakultě Zápodočeské univerzity v Plzni (výtvarný obor). Jeho otcem je akademický malíř a sochař Jaroslav Šindelář (* 11. června 1950), jeho bratrancem je sochař, restaurátor a pedagog Ondřej Šindelář (* 1. února 1981). Jaroslav Šindelář ml. působí na Soukromé střední uměleckoprůmyslové škole Zámeček (SUPŠ Zámeček) v Plzni, kde vyučuje obory modelování a tvarování, restaurování a konzervování.

## Významná díla
Spolu s architekty Janem Beranem, Františkem Rybou a Václavem Valným stál u zrodu myšlenky obnovit pomník T. G. Masaryka v Mostě. Spolu s jeho bratrancem Ondřejem Šindelářem z původních fragmentů sochy zrekonstruovali třímetrovou bronzovou sochu. Fragmenty původní sochy získali v květnu 2012 a na rekonstrukci pracovali až do listopadu 2013, kdy byl jejich sádrový model převezen do slévárny.
Na základě iniciativy rodiny Churavých vytvořil podle fotografické dokumentace bronzovou bustu generála Josefa Churavého.